# Au Bon Marché

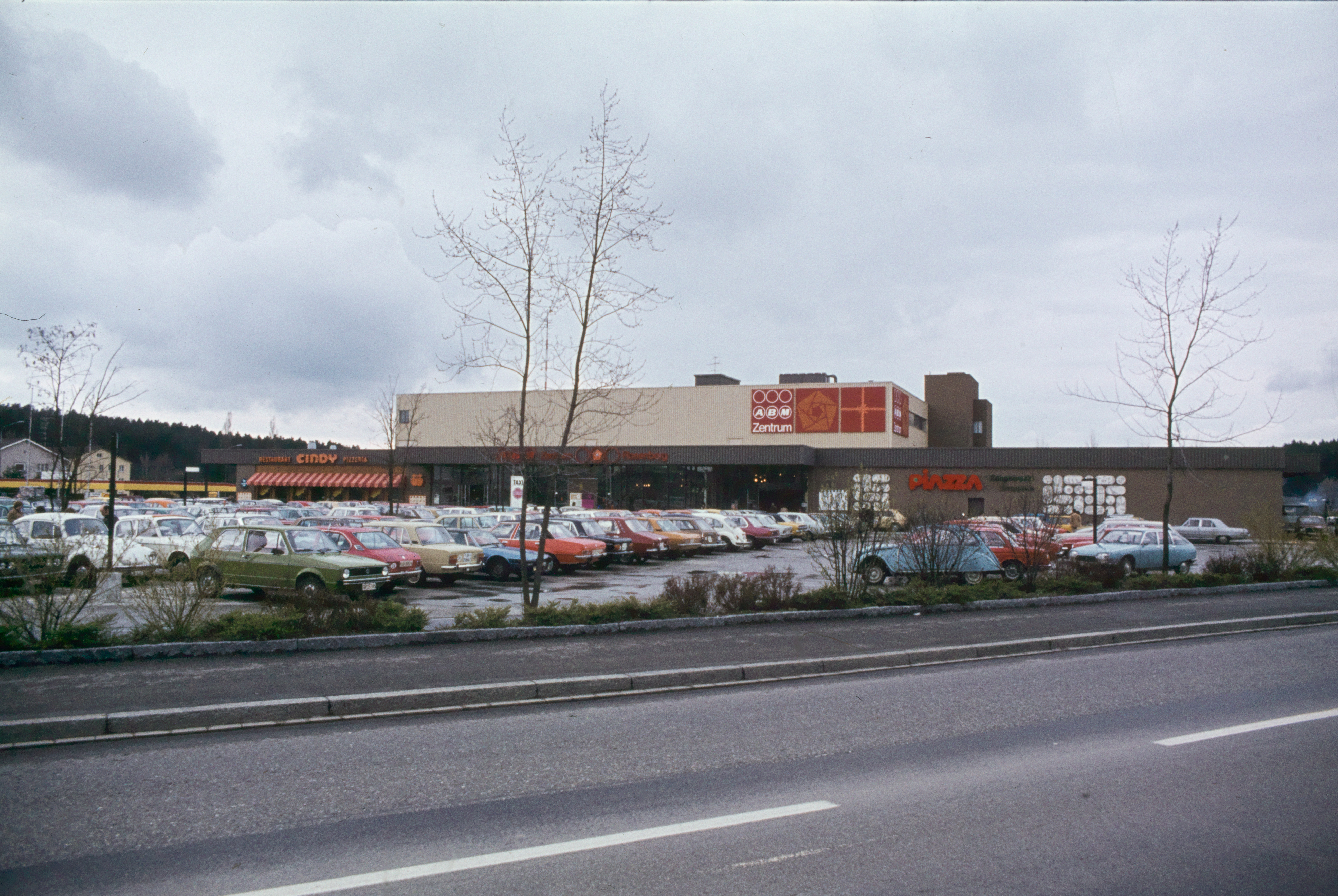
Filiale in Winterthur (1977)

ABM war ein Schweizer Unternehmen im Detailhandel. Das im Jahr 1956 gegründete Unternehmen gehörte zur Schweizer Warenhaus-Gruppe Globus. Die Abkürzung ABM stand für «Au Bon Marché» (übersetzt auf Deutsch: wörtlich: Auf dem guten Markt; sinngemäss: Zum günstigen Preis).

## Geschichte

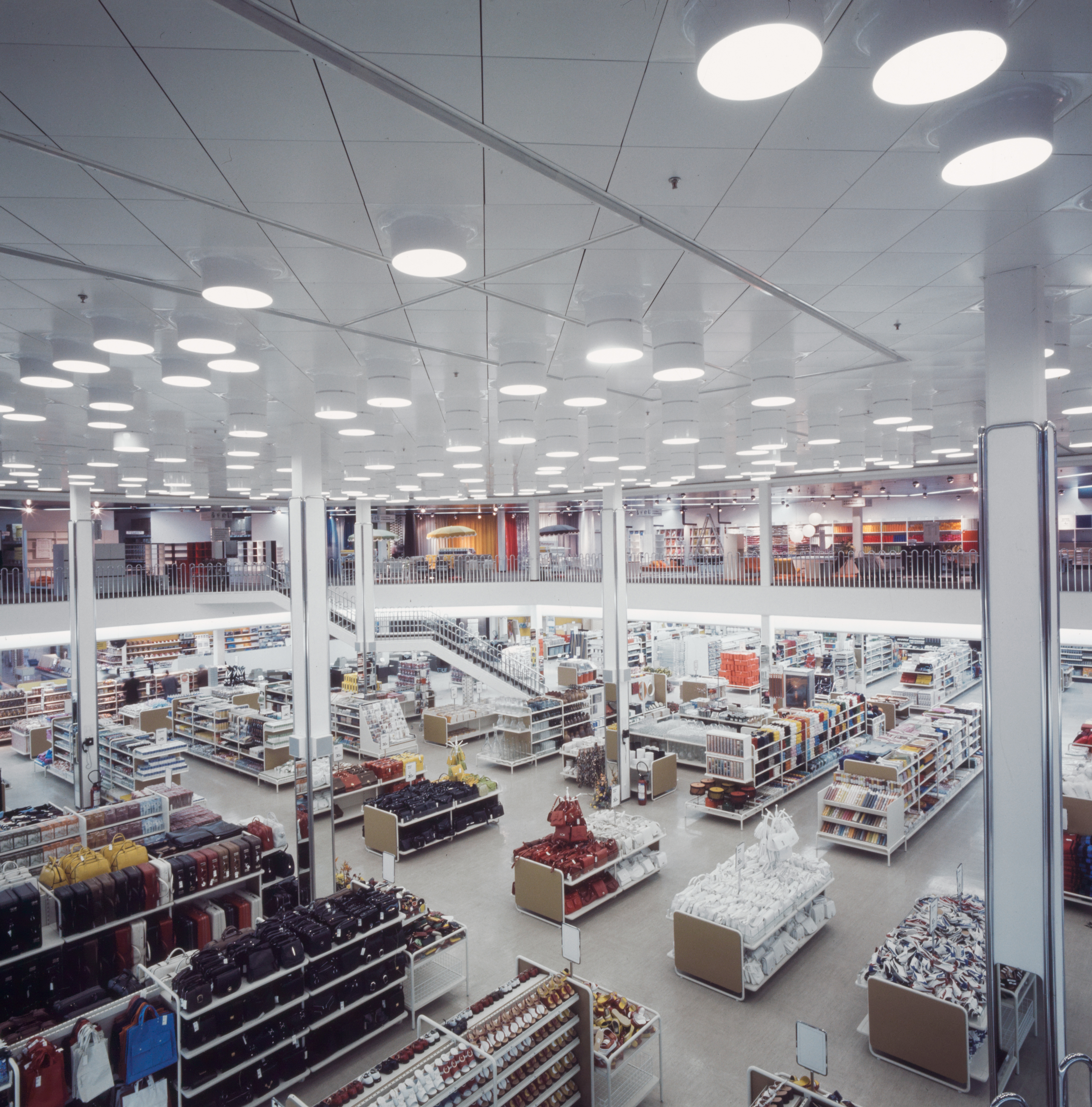
Innenansicht der Winterthurer Filiale

Nach einem Gesamtumbau der Liegenschaft an der Spitalgasse 3 in Bern wurde dort 1956 die erste ABM-Filiale eröffnet. In den besten Zeiten betrieb ABM rund 60 Warenhäuser in der Schweiz und erwirtschaftete einen Umsatz von fast 700 Millionen Schweizer Franken. Zwischen 1976 und 1996 betrieb ABM auch Filialen in Österreich. 1996 wurden die österreichischen Filialen aufgegeben. In den 1990er-Jahren schrieb das Unternehmen nach zahlreichen unternehmerischen Fehlentscheiden und Reorganisationen tiefrote Zahlen. In den Jahren 2000/2001 wurden 30 Filialen in Oviesse-Filialen umgewandelt. Die Globus-Gruppe betrieb diese Läden selbständig als Franchisenehmerin. 2004 gab das Unternehmen den Ausstieg bekannt. 24 Standorte und 230 Mitarbeiter wurden von der C&A-Gruppe übernommen.
Das Sortiment des ABM bestand aus preisgünstigen, aber qualitativ hochwertigen Produkten vorwiegend aus den Bereichen Bekleidung und Haushalt. Ab 1970 wurden in einzelnen Filialen auch Möbel verkauft.
Massgeblich geprägt wurde ABM durch Georges Cavelti (1925–2019), der das Unternehmen zwischen 1963 und 1989 leitete. Cavelti war bereits beim Geschäftsstart von ABM als Textileinkäufer angestellt.
ABM hatte im Einzelhandel oftmals eine Vorreiterrolle übernommen, setzte z. B. früh auf Selbstbedienung und Informatik. Wegweisend war ABM in Sachen Werbung und Produktebeschriftung, für die über 30 Jahre lang Ernst + Ursula Hiestand sowie der konkrete Poet Eugen Gomringer verantwortlich zeichneten.

## Trivia
Im Volksmund existierte ab und zu auch die spöttisch gemeinte Übersetzung von ABM = «Alles Billiger Mist».